# Ha (chirilic)
Litera Х (majusculă) și х (minusculă) sunt o pereche de litere din Alfabetul chirilic. Corespunde semnului „h” românesc, spiritului tare în greacă și simbolului fonetic, respectiv fonemic [x] și /x/. Poate fi confundat, în caz când este folosit independent, cu litera X/x din Alfabetul latin, pronunțată [ks] sau /ks/. Totuși, denumirile acestor litere sunt diferite: Х-ul chirilic se numește „Ha”, iar X-ul latin se numește „ics”.